# Umiken
Umiken es una antigua comuna suiza del cantón de Argovia, situada en el distrito de Brugg, comuna de Brugg. Limitaba con al norte con Riniken, al este con Brugg, al sur con Villnachern, y al noroeste con Unterbözberg.
Desde el 1 de enero de 2010 parte de la comuna de Brugg. 

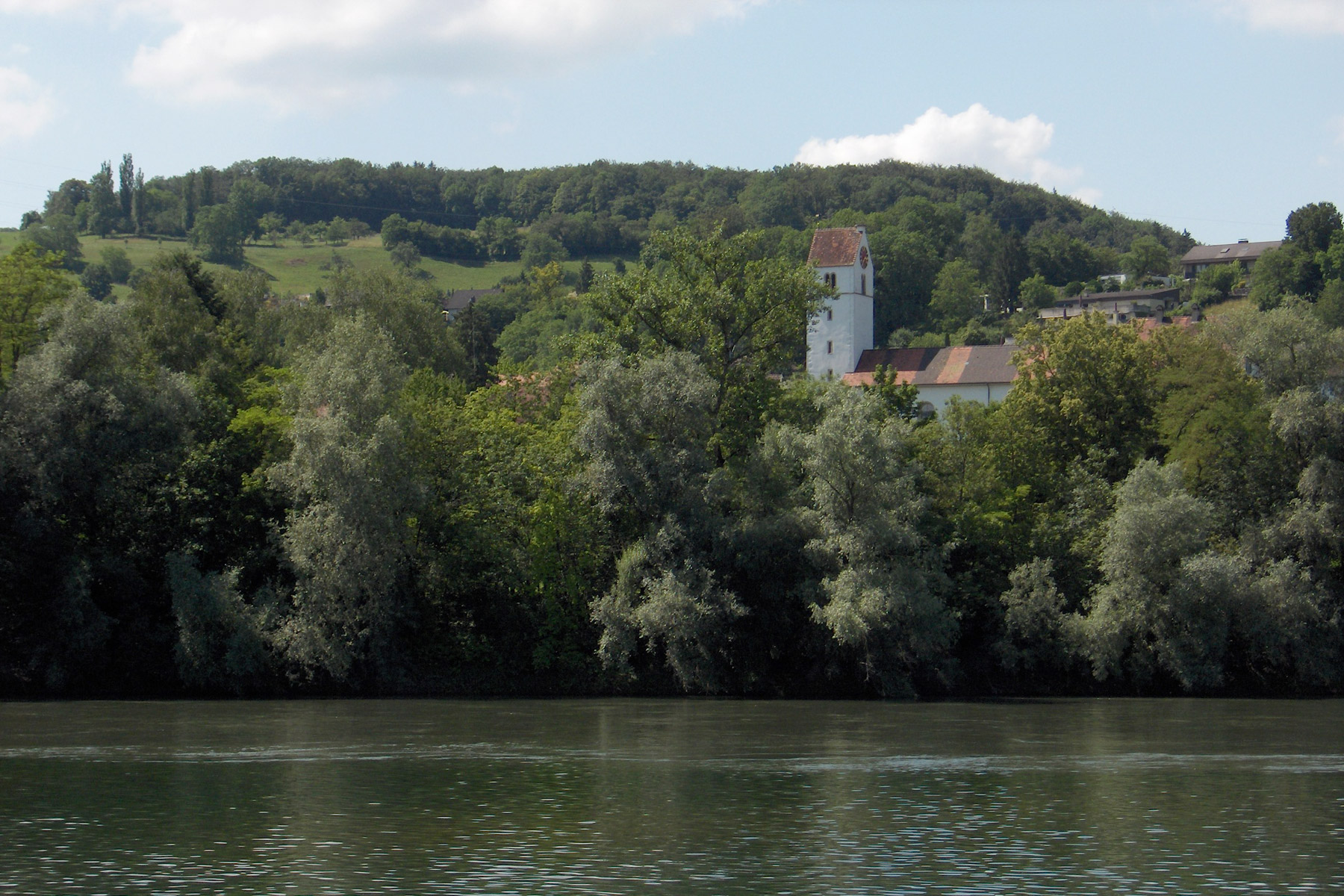
El río Aar a su paso por Umiken.